# Biographisches Lexikon für Schleswig-Holstein und Lübeck/Register
Alphabetisches Register der Biographisches Lexikon für Schleswig-Holstein und Lübeck.
Band 1 ist noch ohne Abgleich. Die Bände 2–13 sind abgeglichen. Gezeigt wird immer der Eintrag SHBL, allerdings (nur) mit vorangestelltem Rufnamen, soweit bekannt. Die erste Ziffer nach dem Namen zeigt den Band des Lexikons, die zweite die Seite.

## A
- Waldemar Abegg 3, 13
- Abel, Herzog von Jütland 1, 11
- Werner Hans Friedrich Abrahamson 1, 12
- Govert van Achten 6, 13
- Marten van Achten 6, 13
- Johann Jacob Achelius 13, 11
- Achtrup-Familie 1, 15
- Ernst Wilhelm Ackermann 6, 15
- Johann Friedrich Ackermann 2, 13; 3, 293
- Wilhelm August Ackermann 13, 12
- Adalbert I., Erzbischof von Hamburg-Bremen 1, 16
- Adaldag, Erzbischof von Hamburg-Bremen 1, 17
- Hermann Adam 1, 18
- Erich Adickes 2, 14
- Franz Adickes 2, 15
- Eduard Adler 1, 19
- Hermann Adler (1841–1921) 2, 16
- Jacob Georg Christian Adler 6, 15
- Adolf, Herzog von Schleswig-Holstein-Gottorf 12, 11
- Adolf I., Herzog von Schleswig-Holstein-Gottorf 6, 20
- Adolf Friedrich, König von Schweden 11, 11
- Jens Adsen 1, 21
- Laurens Adsen 5, 13
- Friedrich Aepinus 5, 13; 6, 318
- Albert Aereboe 8, 13
- Boetius Georgius Agricola 1, 22
- Carl Graf von Ahlefeldt 7, 13
- Detlev von Ahlefeldt (1617–1686) 5, 15
- Friedrich Graf von Ahlefeldt (1623–1686) 7, 15; 8, 410
- Friedrich Graf von Ahlefeldt (1662–1708)  7, 19
- Gottschalk von Ahlefeldt 5, 19
- Georg Ludwig Ahlemann 2, 17
- Ahlmann-Familie 1, 24; 9, 13; 11, 399
- Johann Conrad Ahlmann 2, 19
- Johannes Ahlmann 9, 15
- Julius Ahlmann 9, 17
- Käte Ahlmann 9, 18
- Ludwig Ahlmann 1, 25
- Nicolai Ahlmann 1, 27
- Otto Friedrich Ahlmann 9, 21
- Wilhelm Ahlmann (1817–1910) 1, 24
- Wilhelm Ahlmann (1895–1944) 1, 26
- Georg Ahsbas 1, 29
- Jürgen Ahsbas 1, 30
- Otto Aichel 3, 15
- Adolph Christoph von Aken 5, 21
- Franciscus Alardus 2, 20
- Lambert (I) Alardus (1602–1672) 2, 24
- Lambert (II) Alardus (1671– nach 1735) 2, 26
- Wilhelm Alardus 2, 26
- Eduard Alberti 2, 28
- Johann Friedrich Alberti 2, 29
- Leopold Alberti 2, 30
- Walter Albien 2, 30
- Christian Friedrich Ludwig Albinus 10, 13
- Daniel Albinus 2, 31
- Laurentz Albrecht 10, 15
- Karl Aldenhoven 1, 30; 7, 342
- Heinrich Jacob Aldenrath 8, 15
- Alexander, Herzog von Schleswig-Holstein-Sonderburg 8, 17
- Johann Alexandersen 2, 32
- Carl Georg Allhusen 12, 13
- Otto Friedrich Alsen 1, 31
- Heinrich Ambrosius 13, 14
- Arnold Amsinck 2, 33
- Rudolf Amsinck 2, 33
- Christoph Heinrich Amthor 2, 34
- Ehrenfried Amthor 2, 36
- Wichboldt von Ancken 1, 33
- Andreas Andersen 1, 34
- Friedrich Andersen 1, 35
- Jürgen Andersen 10, 17
- Nicolai Andersen 1, 38
- Hans Andrae 2, 36
- Andreas Andresen 8, 19
- Andreas Peter Andresen 2, 38
- Karl Gustav Andresen 2, 39
- Martin Andresen 1, 39
- Momme Andresen 9, 23
- Stine Andresen 9, 26
- Wilhelm Ludwig Andresen 8, 23
- Ingeborg Andresen-Bödewadt 1, 40; 9, 379
- Jürgen Hinrichsen Angel 1, 41
- Nicolai Hinrichsen Angel 1, 42
- Anna, Herzogin von Schleswig-Holstein 3, 16
- Anna, Kurfürstin von Sachsen 3, 17
- Anna Elisabeth, Fürstin von Anhalt-Zerbst 6, 142
- Anna Petrovna, Herzogin von Schleswig-Holstein-Gottorf 5, 23
- Wilhelm Anschütz 1, 42
- Hermann Anschütz-Kaempfe 1, 43
- Ansgar, Erzbischof von Hamburg-Bremen 1, 45
- Ansverus 1, 46
- Otto Anthes 7, 21
- Georg Christian Apel 2, 40
- Carl Appel (1866–1937) 1, 46
- Cornelius Appel 1, 47
- Johann Georg Appenfeller 1, 49
- Hans Hinrich Wilhelm Arendt 5, 24
- Martin Friedrich Arendt 5, 25
- Arfst Arfsten 1, 49
- Steffen Arndes 9, 28
- Arnfast, Abt in Rude 2, 41
- Trogillus Arnkiel 2, 42
- Arnold von Lübeck 2, 43
- Arnold, Bischof von Lübeck 4, 233
- Julius Arp 2, 45
- Anna Catharina Asmussen 2, 45
- Hans Asmussen 9, 31; 11, 399
- Julius Asschenfeldt 2, 47
- Thomas Atzersen 3, 18
- August, Herzog von Schleswig-Holstein-Sonderburg-Plön 6, 23
- August Friedrich, Herzog von Schleswig-Holstein-Gottorf 12, 17
- Augusta, Herzogin von Schleswig-Holstein-Gottorf 12, 20
- Auguste Victoria, Deutsche Kaiserin 8, 24
- Karl Wilhelm Augustin (1845–1932) 4, 13
- Benedikt Avé-Lallemant 9, 35; 10, 405
- Robert Avé-Lallemant 9, 38
- Peter Axen 1, 50
- Heinrich Aye 2, 48

## B
- Fritz Baade 11, 16
- Jürgen Bachmann 13, 16
- Nikolaus Bachmann 2, 49
- Thomas Backens 12, 23
- Marcus Bade 1, 51
- Badwide-Familie 11, 23
- Heinrich von Badwide 11, 25
- Otto Baensch 1, 52; 6, 317
- Jens Immanuel Baggesen 3, 19
- Martin Bahr 2, 50
- Balemann-Familie 3, 21; 5, 26
- Adolph Friedrich Balemann (1743–1826) 3, 22
- Adolph Friedrich Balemann (1806–1876) 3, 23
- Friedrich Balemann 5, 28
- Georg Gottlob Balemann 3, 23
- Georg Ludwig Balemann 3, 25
- Henrich Balemann (1643–1693) 5, 29
- Henrich Balemann (1677–1750) 5, 30
- Hinrich Balemann 3, 24
- Hinrich Diedrich Balemann 5, 31
- Johann Balhorn der Ältere 10, 18
- Johann Balhorn der Jüngere 10, 20
- Balthasar, Bischof von Lübeck 4, 191
- Ernst Bamberger 12, 26
- Johannes Baltzer 10, 22
- Johann Niklas Bandelin 10, 25
- Heinrich Barfod 1, 53
- Ernst Barlach 1, 55
- Karl Barlach 1, 59
- Barmstede-Familie 1, 60
- Heinrich II. von Barmstede1, 61
- Heinrich III. von Barmstede 1, 62
- Heinrich IV. von Barmstede 1, 63
- Lambert von Barmstede 1, 61
- Otto (I.) von Barmstede 1, 62
- Adolf Bartels 3, 29
- Karl Heinrich Christian Bartels 1, 64; 2, 251
- Heinrich Bartelsen 8, 27
- Erwin Barth 7, 24
- Walter Bartram 8, 28
- Johann Bernhard Basedow 4, 14
- Henning Friedrich Graf von Bassewitz 5, 32
- Simon Batz 12, 30
- Baudissin-Familie 4, 16; 5, 297; 11, 398
- Adalbert Graf von Baudissin 4, 18; 6, 317
- Carl Graf von Baudissin 4, 19; 11, 398
- Caroline Gräfin von Baudissin 4, 20
- Eva Gräfin von Baudissin 4, 26
- Friedrich Graf von Baudissin 7, 25
- Gustav Adolf von Baudissin 4, 21
- Heinrich Christoph von Baudissin 4, 22
- Otto Graf von Baudissin 4, 22
- Ulrich Graf von Baudissin 4, 23
- Wolf Graf von Baudissin (1789–1878) 4, 29
- Wolf Graf von Baudissin (1812–1887) 4, 27
- Wolf Graf von Baudissin (1847–1926) 4, 32
- Wolf Graf von Baudissin (1867–1926) 4, 24
- Wolf Heinrich von Baudissin (1579–1646) 4, 27
- Wolf Heinrich von Baudissin (1671–1748) 4, 28
- Hinrich Conrad Bauditz 4, 33
- Wilhelm Bauer 13, 21
- Michael Baumgarten 1, 65
- Otto Baumgarten 9, 40; 12, 428
- Baur-Familie 5, 34
- Georg Friedrich Baur 5, 36
- Johann Daniel Baur 5, 38
- Johann Heinrich Baur 5, 39
- Oskar Beber 2, 52
- Christian Ulrich Beccau 1, 67
- Joachim Beccau 1, 68; 11, 397
- Hermann Becker (1884–1972) 4, 35
- Johann Rudolph Becker 10, 26
- Johann Joseph Beckh 5, 40
- Emmy Beckmann 13, 27
- Heinz Beckmann 13, 32
- Nicolaus Beckmann 9, 48
- Heinrich Leo Behncke 12, 32
- Behrens-Familie 3, 32
- Carl Georg Behrens 8, 31
- Ernst Christian August Behrens 8, 32
- Theodor Heinrich Behrens 3, 33
- Heinrich Ludwig Behrens 8, 34
- Siegfried Behrens 3, 34
- Oswald Beling 5, 42; 12, 427
- Carl Gottlieb Bellmann 13, 34
- Johannes Benda 11, 27
- Bende Bendsen 9, 51
- Johann Casimir Benicken 3, 36
- Christian Johann Berger 1, 69
- Johann Erich von Berger 2, 52; 7, 342
- Johannes Berndes (der Ältere) (gest. vor 1550) 6, 25
- Johannes Berndes (der Jüngere) 6, 26
- Bernhard, Herzog von Schleswig-Holstein-Sonderburg-Plön 8, 35
- Bernhard I., Graf von Ratzeburg 11, 30
- Michael Berns 1, 71
- Beseler (Glockengießer)-Familie 2, 54; 8, 36
- Barthold Christian Beseler 2, 55
- Barthold Heinrich Michael Beseler 2, 56
- Barthold Jonas Beseler der Ältere 2, 55
- Barthold Jonas Beseler der Jüngere 2, 55
- Cay Hartwig Beseler 2, 56
- Georg Beseler 8, 37
- Gerhard von Beseler 8, 40
- Jakob Friedrich Beseler 2, 55
- Otto Beseler 8, 41
- Wilhelm Hartwig Beseler 8, 43; 9, 379
- Hugo Johannes Bestmann 3, 37
- Richard Bielenberg 13, 40
- Hans Holm Bielfeldt 11, 32
- Biernatzki-Familie 10, 29
- Hermann Biernatzki 10, 32
- Johann Christoph Biernatzki 10, 35
- Johannes Biernatzki 10, 38
- Karl Leonhard Biernatzki 10, 41
- Stanislaw Biernatzki 10, 43
- Wilhelm Biernatzki 10, 46
- Johann Erich Biester 12, 34
- Gustav Billroth 11, 35
- Wilhelm von Bippen (1808–1865) 9, 53
- Wilhelm von Bippen (1844–1923) 9, 55
- Hermann Wilhelm Bissen 1, 72
- Jacob Bläser 1, 74; 6, 317
- Alwin Blaue 1, 76
- Maximilian Franciscus Blaunfeldt 11, 36
- Bleick Bleicken 1, 77
- Matthias Bleicken 1, 79
- Hermann Blohm 11, 40
- Joachim Blüting 2, 57
- Friedrich Blume 9, 58
- Erich Blunck 1, 79
- Hans Blunck 2, 58
- Hans Friedrich Blunck 13, 45
- Therese Blunck 1, 84
- Franz Bockel 2, 60; 9, 379
- Adolf Wilhelm Bockendahl 4, 36
- Johannes Bockendahl 2, 62
- Benno Böhm 5, 43
- Heinrich Böhmcker 9, 61
- Emilio Böhme 11, 43
- Johann Christian Böhme 3, 39
- Johann Hinrich Böhme 3, 42
- Rudolf Bönicke 3, 43
- Carl Börgen 2, 64; 7, 342
- Heinrich Nikolaus Börm 6, 28
- Matthias Boetius 4, 37
- Friedrich Boie 2, 66
- Heinrich Boie 2, 68
- Heinrich Christian Boie 2, 70; 11, 397
- Margarete Ida Boie 3, 45
- Friedrich Boldemann 11, 47
- Johann Adrian Bolten 13, 52
- Heinrich Bomhoff 2, 72
- Eduard von Bonin 1, 85; 3, 293
- Hermann Bonnus 6, 30
- Jens Booysen 5, 45; 12, 427
- Bonaventura Borchgrevinck 5, 47
- Georg Borgfeldt, 13, 57
- Bartholomeus Bossi 2, 74; 11, 397
- Barthold Botsack 13, 60
- Antoinette Bourignon 5, 48
- Wilhelm Bousset 12, 37
- Peter Boy 10, 51
- Ida Boy-Ed 13, 63
- Boysen (Familie) 6, 32
- Carl Boysen 6, 33
- Paul Boysen 6, 34
- Michael Detlef von Bradke 9, 65
- Wilhelm Bräck 13, 67
- Hermann Ferdinand Brammer 1, 86
- Ludwig Matthias Anton Brammer 1, 87
- Adam Brand 11, 50
- Anna von Brandenburg (1487–1514) 3, 16
- Joachim Dietrich Brandis 2, 76; 7, 342
- Lucas Brandis 10, 53
- Matthäus Brandis 10, 56
- Ahasver von Brandt 12, 43
- Friedrich Brandt 9, 68
- Hans Brandt 1, 87
- Peter Brandt (1644–1701) 1, 88
- Willy Brandt 12, 46
- Brant-Familie 3, 47
- Balzer Melchersen Brant 3, 48
- Melchior Lukas Brant 3, 47
- Peter Brant 3, 48
- Oluf Braren 11, 53
- Hinrich Brarens 6, 36
- Franz Brasser 11, 55
- Arnold Brecht 7, 27
- Gustav Brecht 7, 30
- Walther Brecht 7, 31
- Friedrich Breckling 7, 33
- Brehmer-Familie 11, 58
- Heinrich Brehmer 11, 60
- Hugo Brehmer 11, 63
- Wilhelm Brehmer 11, 65
- Detlef Breiholz 2, 79
- Christoph Gensch von Breitenau – siehe Christoph Gensch von Breitenau
- Asmus Bremer 5, 51
- Jürgen Bremer 11, 68
- Jonathan Briant 13, 71
- Alfred Brinckmann 1, 89
- Jürgen Brix 2, 80
- Theodor Brix 2, 81
- Cai Lorenz Freiherr von Brockdorff 3, 48
- Conrad Graf von Brockdorff-Ahlefeldt (1823–1909) 3, 50
- Conrad Graf von Brockdorff-Ahlefeldt (1886–1959) 7, 38
- Ulrich Graf Brockdorff-Rantzau 13, 77
- Paul Brockhaus 6, 37
- Heinrich Brokes 12, 56
- Paul Bromme 13, 83
- William Bromme 13, 87
- Theodor Brorsen 2, 83
- Hans Brüggemann 1, 90
- Otto Brüggemann 3, 51; 4, 248
- Hans Hinrich Brüning 12, 60
- Adolf Brütt 8, 46
- Emil Bruhn 10, 58
- Carl Christian Bruhns 3, 53; 8, 409
- Nicolaus Bruhns 5, 56; 11, 398
- Bruns-Familie 5, 52 u. 59; 11, 398
- Friedrich Bruns 13, 90
- Hugo Carl Georg Bruns 5, 53
- Ivo Bruns 5, 55
- Paul Jakob Bruns 5, 57; 11, 398
- Johann Buchwald 6, 39
- Johannes von Buchwald 2, 85
- Heinrich Bünger 1, 92
- Bünsow-Familie 2, 87
- Christian Friedrich Joachim Bünsow 2, 87
- Joachim Ludwig Heinrich Daniel Bünsow 2, 89
- Joachim Johann Friedrich Bünsow 2, 88
- Ludwig Johann Christian Bünsow 2, 88
- Gherardo Bueri 13, 92
- Johannes Bugenhagen 1, 93
- Nicolaus Bulow 7, 39
- Axel Bundsen 2, 89
- Jes Bundsen 2, 92
- Hermann Bunte 11, 71
- Georg Burmester 1, 94
- Heinrich Burmester 10, 60
- Andreas Busch (1883–1972) 8, 50
- Johann Daniel Busch 2, 93
- Johann Diederich Busch 2, 94
- Martin Bussart 4, 38
- Otto Friedrich Butendach 8, 51
- Friedrich Butenschön 8, 52
- Eva von Buttlar 1, 97
- Dietrich Buxtehude 6, 41; 7, 343

## C
- Benjamin Calau 9 2, 95
- Georg Calixtus 3, 60; 12, 427
- Callisen-Familie 3, 55
- Adolph Callisen 3, 55
- Christian Callisen 3, 57
- Christian Friedrich Callisen 3, 59
- Christian Friedrich Callisen (1806–1863) 11, 74
- Hinrich Callisen 3, 63
- Johann Friedrich Leonhard Callisen 3, 65
- Johann Leonhard Callisen 3, 67
- Wilhelm Camphausen 3, 69
- Johann Hinrich Rudolph Cario 3, 70
- Carl, Herzog von Schleswig-Holstein-Sonderburg-Glücksburg 8, 58
- Johann Samuel Carl 5, 60
- Emanuel Carlebach 12, 62
- Ephraim Carlebach 12, 65
- Joseph Carlebach 7, 41
- Salomon Carlebach7, 42
- Johann Wilhelm Anton von Carstenn-Lichterfelde 1, 98
- Asmus Jakob Carstens 1, 101
- Friedrich Christian Carstens 1, 103
- Heinrich Carstens 1, 104
- Jasper Carstens 2, 96
- Lambert Daniel Carstens 2, 98
- Wilhelm Caspari 11, 76
- Cassius-Familie 6, 45, enthalten in Andreas Cassius (Jurist)
- Andreas Cassius (1563–1618) 6, 46
- Andreas Cassius 6, 47
- Christian Cassius (1609–1676) 6, 49
- Christian Cassius (1640–1699) 6, 51
- Peter de Castella 2, 99
- Wilhelm Castelli 12, 68
- Hinrich Castorp 13, 96
- François Vicomte de Chasot 6, 52
- Martin Chemnitz 5, 64
- Matthäus Friedrich Chemnitz 13, 100
- Ernst Johann Friedrich von Christensen 1, 105
- Las Christensen 6, 54
- Nicolaus Heinrich von Christensen 1, 106
- Christian, Herzog von Schleswig-Holstein-Sonderburg-Ærø 6, 55
- Christian V., König von Dänemark 6, 57
- Christian IX., König von Dänemark 8, 60
- Christian Albrecht, Herzog von Schleswig-Holstein-Gottorf 12, 71
- Christian August, Herzog von Schleswig-Holstein-Gottorf 12, 80
- Christian August (1696–1754), Herzog von Schleswig-Holstein-Sonderburg-Augustenburg 8, 65
- Christian August (1768–1810), Prinz von Schleswig-Holstein-Sonderburg-Augustenburg 8, 67
- Christian August (1798–1869), Herzog von Schleswig-Holstein-Sonderburg-Augustenburg 8, 71
- Christoph Johann Rudolph Christiani 3, 71
- Wilhelm Ernst Christiani 6, 62
- Wilhelm Christiansen (Willi) 2, 100
- Jes Christophersen 1, 108
- Cajus Gabriel Cibber 1, 109
- Cirsovius (Familie) 9, 70
- Johann Carl Cirsovius 9, 71
- Leopold August Cirsovius 9, 73
- Leopold Iwan Cirsovius 9, 75
- Heinrich Clasen 3, 72
- Johannes Classen 13, 106
- Carl Clauberg 11, 78
- Matthias Claudius 2, 102
- Sophus Claudius 3, 75
- Wilhelm Claudius 3, 76
- Andreas Clausen 3, 76
- Broder Clausen 2, 105
- Hermann Clausen 2, 106
- Thomas Clausen 4, 40
- Bruno Claussen 1, 112
- Hans Reimer Claussen 9, 78
- Henning Claussen 6, 65
- Johann Christian Gerhard Claussen 8, 79
- Knud Jung Bohn Clement 4, 42
- Stephan Clotz 1, 113
- Detlev Clüver 5, 67
- Johannes Clüver 5, 68
- Julius Cohnheim 1, 114
- Friedrich Wilhelm Compe 5, 69
- Barthold Conrath 2, 107
- Pierre de la Conseillière 2, 109
- Jan Clausen Coott 6, 66
- Cord Cordes 1, 117
- Emil Cordes 7, 44
- Johann Wilhelm Cordes 7, 46
- Berend Cornelissen 2, 110
- Peter Wilhelm Cornils 2, 111
- Martinus Coronaeus (1539–1585) 11, 82
- Martinus Coronaeus 11, 84
- Meta Corssen 12, 84
- Christian de Cort 5, 70
- Lukas Corthum 4, 44
- Paschen von Cossel 11, 85
- Johann Coster von Rosenburg 13, 122
- Andreas Cramer 2, 112
- Andreas Wilhelm Cramer 2, 115
- Carl Friedrich Cramer 2, 116; 8, 409
- Johann Andreas Cramer 2, 118
- Paul Cruse 10, 64
- Philipp Crusius 3, 78
- Curtius-Familie 10, 66
- Carl Georg Curtius 10, 69
- Ernst Curtius 10, 74
- Friedrich Curtius 10, 79
- Georg Curtius 10, 82
- Theodor Curtius 10, 86
- Valentin Curtius 6, 68 u. 318
- Hieronymus Cypraeus 10,92
- Johann Adolf Cypraeus 10, 93
- Paulus Cypraeus 10, 95

## D
- Christian Johann Wilhelm Daehnhardt 4, 45
- Heinrich Dähnhardt 8, 81
- Oskar Dähnhardt 8, 84
- Ernst Daenell 3, 79
- Friedrich Christoph Dahlmann 4, 46; 6, 317
- Hermann Dahlström 6, 70
- Georg Dahm 2, 119
- Rudolph Matthias Dallin 5, 74
- Friedrich Dame 4, 52
- Ernst Dammann 13, 116
- Caspar Danckwerth 4, 54
- Franz Michael d’Aubert 1, 118
- Christian Davids 1, 119; 12, 427
- Christian Gottlieb Deckmann 4, 56
- Ernst Deecke 10, 96
- Friedrich Ludwig Baron von Dehn 8, 86
- Siegfried Wilhelm Dehn 1, 120
- Johann Christoph Demuth 3, 81
- Balthasar Denner 6, 73
- Jacob Denner 6, 76
- Dernath-Familie 1, 121
- Friedrich Otto Graf von Dernath 1, 122
- Gerhard Graf von Dernath (1622–1689) 1, 121
- Gerhard Graf von Dernath (1666–1740) 1, 122
- Gerhard Graf von Dernath (1700–1759) 1, 122
- Johann Georg Graf von Dernath 1, 121
- Magnus Graf von Dernath 1, 122
- Jean Henri Desmercières 1, 124
- Sophie Dethleffs 2, 121
- Richard Dethlefsen 3, 82
- Adolf Dethmann 13, 121
- Hans Detleff 5, 106
- Detlef Detlefsen 3, 83
- August Hinrich von Detmers 2, 122
- Michel Dibler 5, 75
- Heinrich Diederichsen 1, 125
- Otto Diels 1, 126; 4, 248
- Johannes von Diest 2, 123
- Eduard Dietz 1, 127
- Heinrich Dietz 11, 88
- Albert Dionis 4, 57
- Hugo Distler 9, 83; 10, 405
- Friedrich Dörries 1, 128; 3, 293
- Rudolph Dohrn 7, 47
- Donner-Familie 9, 86
- Bernhard Donner 9, 88
- Conrad Hinrich Donner (1774–1854) 9, 89
- Conrad Hinrich von Donner (1844–1911) 9, 92
- Conrad Hinrich Freiherr von Donner (1876–1937) 9, 94
- Johann Christoph Donner 9, 95
- Johann Otto Donner 9, 96
- Dorothea, Kurfürstin von Brandenburg 6, 78
- Bernhard Dose 1, 129
- Cay Dose 2, 124
- Johann von Douai 12, 85
- Bernhard Dräger 13, 125
- Johann Heinrich Dräger 13, 129
- Heinrich Dräger 13, 132
- Anna Dräger-Mühlenpfordt 12, 88
- Wilhelm Dreesen 10, 101
- Hans Christian Dreis 3, 85
- Friedrich Drenckhahn 10, 103
- Arthur Drews 2, 126
- Benedikt Dreyer 8, 88
- Ernst Dreyer 2, 128
- Joachim Christian Daniel Dreyer 2, 129
- Johann Carl Heinrich Dreyer 5, 76
- Johann Friedrich Dücker 9, 98
- Alfred Dührssen 1, 130; 7, 342
- Heinrich Dührssen 1, 131; 2, 251
- Walther Eugenius Dührssen 1, 135
- Hieronymus Dürer 4, 59
- Erich Dummer 10, 106
- Carl Otto Dumreicher 3, 87
- Anton Carl Dusch 5, 79
- Johann Jacob Dusch 5, 81
- Harald Duwe 12, 91

## E
- Eberhardt, Bischof von Lübeck 4, 112
- Alex Eckener 3, 88
- Hugo Eckener 3, 90
- Christian Eckermann 9, 100
- Christian Friedrich Ecklon 4, 61
- Joachim Eckmann 3, 92
- Gustav Edlefsen 4, 63
- Paulus Egardus 9, 102
- Hermann Eggers 2, 131
- Peter Eggers 2, 130
- Otto Eggerstedt 10, 110
- Heinrich Ehmsen 10, 113
- Richard Ehrenberg 3, 93
- Adolf Ehrtmann 12, 95
- Georg Eimbke 5, 84
- Paul von Eitzen 5, 85
- Gottfried Heinrich Elend von Ellendsheim 1, 136
- Henriette Friederica Elend von Ellendsheim 1, 137
- Elisabeth Sophie Marie, Herzogin v. Braunschweig-Lüneburg-Wolfenbüttel 11, 91
- Jonas von Elverfeld 3, 95
- Jacob Emden 5, 87; 11, 398
- Carl Emeis 8, 90
- Walther Emeis 8, 92
- Caspar Arnold Gotthold Johann Engel 9, 104
- Otto H.(einrich) Engel 10, 119
- Thies Hinrich Engelbrecht 8, 94
- Paul Entz 3, 96
- Thomas Johann Gottfried Entz 3, 97
- Johann von Enum 6, 81
- Charlotte Erasmi 12, 99
- Ernst Erichsen 3, 99
- Johann Gottfried Erichsen 6, 83
- Ernst, Graf zu Holstein, Schaumburg und Sternberg 12, 101
- Ernst Günther (1609–1689), Herzog von Schleswig-Holstein-Sonderburg-Augustenburg 8, 98
- Ernst Günther (1863–1921), Herzog zu Schleswig-Holstein-Sonderburg-Augustenburg 8, 100
- Otto Ernst 8, 96
- Esmarch-Familie 7, 49
- Christian Hieronymus Esmarch 7, 52
- Ernst Esmarch 7, 54
- Friedrich von Esmarch 7, 56
- Heinrich Carl Esmarch 7, 59
- Karl Esmarch 7, 61
- Nicolaus Ludwig Esmarch 7, 63
- Johann Ewald 11, 95
- Friedrich Ewers (1828–1913) 11, 100
- Friedrich Ewers (1862–1936) 11, 102
- Hans Ewers 11, 104
- Ludwig Ewers 11, 107
- Jonathan Eybenschütz 5, 89

## F
- Anna Cäcilie Fabricius 2, 139
- Jacob Fabricius d. Ä. 2, 132
- Jacob Fabricius d. J. 2, 135
- Johann Christian Fabricius 2, 136
- Petrus Fabricius 13, 140
- Werner Fabricius 13, 143
- Marx Fack 4, 64
- Gustav Falke 13, 145
- Berend Wilhelm Feddersen 3, 101
- Hans Peter Feddersen d. Ä. 1, 138
- Hans Peter Feddersen d. J. 1, 139
- Peter Feddersen 3, 103
- Fehling (Familie)-Familie 6, 85
- August Wilhelm Fehling 4, 65
- Emil Ferdinand Fehling 6, 86
- Hermann von Fehling (1811–1885) 6, 88
- Hermann Fehling (1842–1907) 6, 89; 11, 398
- Johannes Fehling 6, 90
- Jürgen Fehling 6, 91
- Conrad Fehr 8, 102
- Johann Hinrich Fehrs 3, 104
- Feodora, Prinzessin zu Schleswig-Holstein 8, 104
- Kurt Feyerabend 3, 107
- H(e)inrich Claus von Fick 6, 94
- Fidus 10, 123
- Thomas Fincke 5, 91
- Jürgen Christian Findorff 3, 109
- Wilhelm Fischer 2, 140
- Frederik Fischer 2, 143
- Johann Fischer 11, 109
- Johann Leonhard Fischer 4, 68
- Otto Fischer (1900–1959) 4, 70
- Rudolf von Fischer-Benzon 2, 144; 9, 379
- Paul Fleming 3, 111
- Walther Flemming 4, 72
- Johann Heinrich Ludwig Flögel 2, 146
- Christian Flor 7, 64; 11, 399
- Otto Fock 3, 113
- Johann Christian Förster 3, 115
- Johann Philipp Förtsch 1, 140
- Tönnies Fonne 7, 66
- Forchhammer-Familie 3, 116
- Georg Forchhammer 3, 119
- Johann Ludolph Forchhammer 3, 122
- Margaretha Elisabeth Forchhammer 9, 107
- Peter Wilhelm Forchhammer 3, 123
- Herbert Frahm – siehe Willy Brandt
- Hermann Frahm 3, 127
- Erasmus Francisci 7, 68
- Louis Franck 2, 148
- Alexander Francke 13, 148
- August Hermann Francke 13, 151
- Carl Francke 9, 108
- Georg Samuel Francke 13, 155
- Kuno Francke 13, 158
- Adolf Franzke 1, 142; 2, 251
- Thomas Fredenhagen 13, 169
- Hans Nikolai Frenssen 4, 74
- Friederike Amalie, Herzogin von Schleswig-Holstein-Gottorf 12, 106
- Friedrich (1581–1658), Herzog von Schleswig-Holstein-Sonderburg Norburg 8, 106
- Friedrich (1701–1766), Herzog von Schleswig-Holstein-Sonderburg-Glücksburg 8, 107
- Friedrich (1800–1865), Prinz von Schleswig-Holstein-Sonderburg-Augustenburg (Prinz von Noer) 8, 109
- Friedrich I., König von Dänemark 7, 69
- Friedrich III., Herzog von Schleswig-Holstein-Gottorf 12, 108
- Friedrich IV., Herzog von Schleswig-Holstein-Gottorf 12, 117
- Friedrich (VIII.), Herzog von Schleswig-Holstein-Sonderburg-Augustenburg 8, 114
- Friedrich August, Herzog von Schleswig-Holstein-Gottorf, Herzog von Oldenburg 12, 121
- Friedrich August, Prinz von Schleswig-Holstein-Sonderburg-Augustenburg (Graf von Noer) 8, 120
- Friedrich Carl, Herzog von Schleswig-Holstein-Sonderburg-Plön 8, 122
- Friedrich Carl Ludwig, Herzog von Schleswig-Holstein-Sonderburg-Beck 8, 125
- Friedrich Christian (1721–1794), Herzog von Schleswig-Holstein-Sonderburg-Augustenburg 8, 129
- Friedrich Christian (1765–1814), Herzog von Schleswig-Holstein-Sonderburg-Augustenburg 8, 131
- Friedrich Wilhelm, Herzog von Schleswig-Holstein-Sonderburg-Augustenburg 8, 137
- Paul Friedrich 12, 126
- Johannes Friese 9, 113
- Johann Frisch (1636–1692) 5, 93
- Johann Friedrich Fritz 11, 112
- Johann Füchting 7, 73
- Fürsen-Familie 2, 149
- Cai Werner Fürsen 2, 151
- Ernst Georg Joachim Fürsen 2, 150; 3, 293
- Joachim Fürsen 2, 150
- Johann Nicolaus Führsen (1678–1737) 2, 149
- Johann Nikolaus Fürsen 2, 150
- Johann Nicolaus von Fürsen-Bachmann 2, 151; 7, 342
- Fuglsang-Familie 9, 115
- Christian Fuglsang 9, 116
- Fritz Fuglsang 9, 118
- Hans Fuglsang 9, 120
- Sören Christian Fuglsang 9, 122
- Sophus Fuglsang 9, 124
- Ilse Fuglsang-Visconti 11, 115
- Christian Funck 10, 127
- Johann Ägidius Ludwig Funk 11, 117
- Martin Funk 11, 120
- Nikolaus Funk 2, 152

## G
- Christoph Gabel 8, 138
- Ulrich Gabler 11, 123
- Karl Theodor Gaedertz 12, 128
- Caspar Siegfried Gähler 13, 172
- Sigismund Wilhelm von Gähler 13, 175
- Heinrich Gätke 1, 144
- Gustav Gardthausen 8, 143
- Hans Gardthausen 8, 146
- Johann Christian Garleff 11, 125
- Karl Gatermann 8, 148
- Julius Gaye 1, 146
- Hermann Gebhard 12, 131
- Franz Geerz 6, 95; 7, 343
- Emanuel Geibel 7, 75
- Johannes Geibel 7, 82
- Petrus Generanus 1, 147
- Christoph Gensch von Breitenau 8, 151
- Georg Ludwig, Prinz von Schleswig-Holstein-Gottorf 11, 130
- Christian von Geren 12, 135
- Gerhard III., Graf von Holstein-Rendsburg, Herzog von Schleswig 7, 84
- Heinrich Wilhelm von Gerstenberg 8, 156
- Augustinus von Getelen 10, 129
- Hans van Ghetelen 10, 132
- Bartholomäus Ghotan 10, 135
- Augustus Giese 5, 94
- Friedrich Giese (1625–1693) 5, 96
- Gloxin-Familie 6, 98
- Balthasar Gloxin 6, 99
- David Gloxin (1568–1646) 6, 101
- David Gloxin (1597–1671) 6, 102
- Arthur Gloy 9, 126
- Johann Otto Glüsing 1, 149
- Georg Heinrich Freiherr von Schlitz gen. von Görtz 8, 161
- Peter Goldschmidt 3, 128; 4, 248
- Friedrich Karl Gotsch 8, 165
- Carl Christian Gottsche 3, 130
- Carl Moritz Gottsche 3, 131
- Friedrich (Fritz) Graef 10, 139
- Caeso Gramm 4, 74
- Friedrich Gramm 4, 75
- Ferdinand Heinrich Grautoff 12, 137
- Georg Greggenhofer 6, 105
- Griebel-Familie 9, 129
- Friedrich Griebel (1788–1861) 9, 129
- Friedrich Griebel (1812–1885) 9, 131
- Theodor Griebel 9, 132
- Karl Gripp 9, 134
- Friedrich Carl Gröger 5, 98; 8, 409
- Peter Grönland 1, 151; 8, 409
- Hans Groß (Grohs) 12, 140
- Carl Friedrich Christian von Großheim 12, 144
- Klaus Groth 2, 154
- Hermann Grube 13, 179
- Marcus Gualtherus 5, 100
- Marquard Gude 5, 102
- Hans Gudewerdt (I), Hans I. (gest. 1642) 6, 107
- Hans Gudewerth II. (1599/1600–1671) 6, 109
- Hans Gudewerdt (III), (gest. nach 1709) 6, 110
- Wilhelm Gülich 1, 151
- Anton Diedrich Gütschow 13, 182
- Janus Gulielmus 12, 146

## H
- Hippolyt Haas 11, 133
- Wenzel Hablik 1, 154
- Elisabeth Hablik-Lindemann 1, 155
- Hach-Familie 10, 142
- Adolph Hach 10, 143
- August Hach 10, 145
- Eduard Hach 10, 148
- Johann Friedrich Hach 10, 150
- Theodor Hach 10, 154
- Carl Haeberlin 7, 87
- Gottfried Renatus Häcker 11, 135
- Fritz Hähnsen 11, 137
- Albert Hänel 4, 76
- Jürgen Hagedorn 8, 169
- Hahn-Familie 2, 157
- Friedrich Graf von Hahn 2, 157
- Karl Friedrich Graf von Hahn 2, 163
- Willy Hahn 11, 140
- Ida Gräfin von Hahn-Hahn 2, 160
- Wilhelm Halfmann 1, 156
- Otto Hamkens 12, 149
- Wilhelm Hamkens 12, 152
- Christian Freiherr von Hammerstein 12, 157
- Carl Hanke 12, 159
- Hans, Herzog von Schleswig-Holstein-Gottorf 8, 171
- Hans der Ältere, Herzog von Schleswig-Holstein-Hadersleben 7, 89
- Hans der Jüngere, Herzog von Schleswig-Holstein-Sonderburg 6, 111
- Hans Adolf (1576–1624), Herzog von Schleswig-Holstein-Sonderburg-Norburg 8, 183
- Hans Detleff 5, 106
- Andreas Hansen 11, 144
- C(hristian) F(riedrich) Hansen 6, 115; 7, 343
- C(hristian) P(eter) Hansen 7, 92
- Heinrich Hansen (1804–1846) 11, 147
- Heinrich Hansen (1861–1940) 8, 174
- Heinrich Hansen (1881–1955) 4, 79
- Jap Hansen 7, 94
- Johann Matthias Hansen 6, 120
- Johannes Nicolaus Hansen 4, 81
- Lars Hansen (1788–1876) 5, 107; 8, 409
- Peter Andreas Hansen 11, 150
- Peter Christian Hansen 8, 176
- Georg Hanssen 3, 132
- Richard Harder 4, 82
- Karl Ludwig Harding 5, 109
- Bernhard Harms 12, 162
- Carsten Harms 1, 157
- Claus Harms 2, 164; 6, 317
- Heinrich Harms 3, 135
- Heinrich Harries 11, 154
- Harro Harring 5, 111
- Hartmann-Familie 2, 167
- Friedrich Hartmann (1821–1899) 2, 168
- Moritz Hartmann 13, 188
- Rudolph Hartmann 2, 167
- Carl Harz 3, 136
- Arthur Haseloff 4, 84
- Johann Christian Hasse 6, 121
- Kai-Uwe von Hassel 12, 167
- Karl Hasselmann 10, 157
- Richard Haupt 10, 161
- Friedrich Hebbel 2, 168
- Rudolph Heberle 10, 166; 11, 399
- Hedde-Familie 9, 137
- Friedrich (Fred) Hedde 9, 138
- Peter Jacob Hedde 1, 158
- Hedemann-Familie 3, 157
- Erich Hedemann 3, 137
- Georg von Hedemann 3, 138
- Christian Friedrich von Hedemann-Heespen 3, 139
- Friedrich von Hedemann-Heespen 3, 140
- Fritz von Hedemann-Heespen 3, 140
- Hartwig von Hedemann-Heespen 3, 141
- Paul von Hedemann-Heespen 3, 143
- Hedwig Eleonora, Königin von Schweden 11, 156
- Heinrich Heesch 12, 174
- Christian Friedrich von Heespen 3, 145
- Heinrich Heger 12, 180
- Lotte Hegewisch 5, 115
- Diederich Hermann Hegewisch 5, 117
- Franz Hermann Hegewisch 5, 120
- Heiberg-Familie 3, 145
- Asta Heiberg 3, 146
- Carl Heiberg 3, 147
- Hermann Heiberg 3, 149
- Julius Heiberg 3, 150
- Peter von Heidenstam (Petersen) von 3, 151
- Claus Heimen 2, 173
- Anton Heimreich 4, 86
- Carl Heinrich Heineken 10, 169
- Paul Heineken 10, 173
- Heinrich, Bischof von Lübeck 10, 175
- Stephan Heinzel 9, 141
- Johann Christian Friedrich Heinzelmann 3, 152
- Carl Georg Heise 13, 191
- Georg Arnold Heise 7, 97
- Nicolaus Helduader 5, 123
- Heinrich Helferich 11, 161
- Helmold von Bosau 1, 159
- Emil Helms 8, 179
- Rudolf Hell 13, 197
- Christoph Friedrich Hellwag 11, 165
- Wilhelm Hellwag 11, 167
- August von Hennings 4, 88; 5, 297; 7, 342
- Johann Hennings 6, 123
- Johann Christoph von Hennings 7, 99
- Paul Christoph Hennings 4, 93
- Hans Hensen 4, 94
- Victor Hensen 4, 97
- Walter Hensen 4, 99
- Hensler-Familie 4, 101
- Adolf Christian Hensler 4, 102
- Christian Gotthilf Hensler 4, 103; 5, 297
- Friedrich Hensler 4, 104
- Hieronymus Friedrich Philipp Hensler 4, 104
- Peter Wilhelm Hensler 4, 105
- Philipp Gabriel Hensler 4, 106
- Michael Johann Herbst 5, 125
- Clara Herrmann 11, 169
- Friedrich Herrmann 11, 171
- Hermann Daniel Hermes 2, 174
- Werner Heyde 12, 184
- Wilhelm Heydorn 13, 202
- Peter Heyling 9, 144
- Hugo Hildebrandt 9, 146
- Gustav Hillard 11, 174
- Karl Hinckeldeyn 9, 148
- Erwin Hinrichs 9, 152
- Christian Cay Lorenz Hirschfeld 5, 126
- Wilhelm Hirschfeld 5, 131
- Henriette Hirschfeld-Tiburtius 12, 190
- Christian Hoburg 5, 133
- Rudolf Höber 10, 178
- Fritz Höger 4, 108
- Adam Hölbing 5, 137
- Emil Hölck 13, 208
- Johann Paul Höpp 1, 160
- Hugo Höppener – siehe Fidus
- Conrad von Hövelen 4, 110
- Otto Hoevermann 2, 176
- Melchior Hofmann 5, 139
- Andreas Hofmeier 1, 161
- Conrad Holck 6, 124
- Eberhard von Holle 4, 112
- Johann Holler 6, 126
- Marcus Hartwig Holler 6, 127
- Thomas Johann Gottfried Hollesen 2, 180
- Adolf Holm 13, 211
- Ulrich Adolph Graf von Holstein 7, 101
- Adolph Hans von Holsten 6, 129
- Hieronymus Christian von Holsten 6, 132
- Ferdinand Holthausen 11, 178
- Johann Holwein 13, 214
- Hanns Hopp 12, 194
- Hildebrand von Horn 13, 217
- Jacob Horstmann 13, 219
- Willem van den Hove 10, 182
- Howaldt-Familie 12, 198
- August Ferdinand Howaldt 12, 201
- Bernhard Howaldt 12, 204
- Georg Howaldt (1841–1909) 12, 205
- Georg Howaldt (1870–1937) 12, 212
- Hermann Howaldt 12, 214
- Caspar Hoyer 3, 154
- Anna Ovena Hoyers 3, 156
- Henrich Hudemann 3, 159
- Andreas Hübbe 4, 114
- August Ludwig Hülsen 12, 216
- Georg Hulbe 11, 184
- Heinrich Hunke 9, 154; 12, 428
- Nicolaus Hunnius 6, 133
- Ferdinand Hurtzig 11, 187

## I
- Eberhart Ides 4, 115
- Quirinus Indervelden 10, 185
- Seneca Ingersen 12, 220
- Süncke Ingwersen – s. Seneca Ingersen
- Wulf Isebrandt 9, 156
- Jacob Iversen 8, 181
- Wilhelm Dietrich Iversen 2, 181
- Jens Iwersen 3, 161

## J
- Johann Friedrich Jacob 13, 221
- Friedrich Heinrich Jacobi 9, 157
- Johann Daniel Jacobj 12, 225
- Eduard Georg Jacoby 12, 228
- Felix Jacoby 13, 225
- Otto Jahn 3, 163; 8, 409; 9, 379
- Hans-Henny Jahnn 2, 184; 6, 317
- Werner Jakstein 4, 118
- Margaretha Elisabeth Jenisch 10, 187
- Christian Jensen 1, 163
- C.(hristian) A.(lbrecht) Jensen 10, 189
- Hans Nicolai Andreas Jensen 10, 193
- Heinrich Carstensen Jensen 11, 190
- Herbert Jensen 3, 167
- Lorenz Jensen 12, 232
- Peter Jensen (1824–1889) 4, 120
- Peter Jensen (1856–1941) 4, 121
- Peter Jensen (1890–1969) 4, 122
- Schwen Hans Jensen 1, 164
- Wilhelm Jensen 6, 135
- Jensen-Ausacker-Familie 4, 119; 8, 409
- Jens Jessen 12, 235
- Otto Jessen (1891–1951) 1, 166
- Peter Jessen (1793–1875) 9, 163
- Peter Jessen (1801–1875) 4, 123
- Wilhelm Jessen 1, 168; 2, 251
- Willers Jessen 9, 165
- Hermann Jimmerthal 10, 196
- Joachim Ernst, Herzog von Schleswig-Holstein-Sonderburg-Plön 6, 137; 11, 399
- Johann, Herzog von Schleswig-Holstein-Gottorf 8, 171
- Johann d. Ä., Herzog von Schleswig-Holstein-Hadersleben – s. Hans der Ältere 7, 89
- Johann d. J., Herzog von Schleswig-Holstein-Sonderburg – s. Hans der Jüngere 6, 111
- Johann Adolf, Herzog von Schleswig-Holstein-Gottorf 12, 243
- Johann Adolf (1576–1624), Herzog von Schleswig-Holstein-Sonderburg-Norburg 8, 183
- Johann Adolf (1634–1704), Herzog von Schleswig-Holstein-Sonderburg-Plön 6, 140
- Johann Friedrich, Herzog von Schleswig-Holstein-Gottorf 12, 246
- Johanna Elisabeth, Fürstin von Anhalt-Zerbst 6, 142
- Johannes II., Bischof von Lübeck 2, 123
- Johannes VII., Bischof von Lübeck 4, 201
- Johannes IX., Bischof von Lübeck 4, 222
- Nicolaus Johannis 5, 141
- Albrecht Johannsen (1855–1935) 4, 125
- Albrecht Johannsen (1888–1967) 4, 125
- Adolf Johanssen 2, 185
- Peter Johannssen 9, 168
- Arrien Johnsen 1, 169
- Marcus Jordanus 4, 126
- Friedrich Jürgens 11, 194
- Rudolph Jürgens 11, 197
- Christian Jürgensen (1838–1909) 8, 184
- Claus Jürgensen 11, 199
- Johann Christian Jürgensen 13, 231
- Peter Jürgensen 3, 171
- Wilhelm Junghans 7, 103
- Hermann Jung (Jungius) 9, 170
- Joachim Jungius 8, 187
- Eduard Jungmann 1, 170

## K
- Hans Hansen Kaad 1, 172
- Wilhelm Käber 11, 202
- Julius Kähler 1, 173
- Julius Kaftan 7, 105
- Theodor Kaftan 7, 108; 8, 410
- Georg Kalkbrenner 6, 144
- Friedrich Kallmorgen 10, 199
- Hermann Kantorowicz 13, 235
- Johann Hinrich Kardel 9, 173
- Nikolaus Karies 1, 174
- Karl Friedrich, Herzog von Schleswig-Holstein-Gottorf 5, 143
- Karl Peter Ulrich, Herzog von Schleswig-Holstein-Gottorf 5, 193
- Gustav Karsten 12, 249
- Richard Karutz 8, 192
- Hans Kemmer 6, 146
- Wilhelm Kieckbusch 13, 242
- Johann Adolph Kielman (seit 1652 von Kielmanseck) 13, 248
- Kielmannsegg-Familie 13, 255
- Friedrich Christian von Kielmansegg 13, 259
- Johann Adolph von Kielmansegg 13, 262
- Ludwig von Kielmannsegg 13, 266
- Johann Friedrich Kierulff 7, 110
- Johannes Kinder 10, 203
- Georg Christian Kindt 11, 205
- Nicolaus Anton Johann Kirchhof 6, 147
- Johannes Kirchmann 6, 149; 7, 343
- Erich Klahn 12, 253
- Carl Klenze 9, 176
- Johann Friedrich Kleuker 3, 172
- Jochim Klindt 10, 205; 12, 428
- Luise Klinsmann 10, 207
- Olaf Klose 9, 180
- Stephan Klotz 1, 113
- Karl Peter Klügmann 7, 113
- Heinrich Klünder 2, 187
- Carl Klug 12, 257
- Heinrich Klug 12, 259
- Manfred Kluge 12, 261
- Friedrich Knolle 11, 207
- Paul Knufflock 10, 210
- Paul Knuth 7, 114
- Iven Knutzen 5, 145
- Matthias Knutzen (1646-nach 1674) 4, 128
- Matthias Knutzen (1495/1496–1559) 10, 212
- Andreas Koch 10, 213
- Henry Koch 10, 215 (Schiffswerft von Henry Koch)
- Christian Kock 9, 184
- Reimar Kock 12, 266
- Henry Koehn 4, 130
- Johann Koelhoff 11, 213
- Ernst Matthias von Köller 1, 175
- Jasper Köneken 13, 270
- Friedrich Köppen 10, 218
- Friedrich Koës 4, 131
- Hans von Koester 7, 115
- Johann Peter Kohl 10, 220
- Wilhelm Heinrich Koopmann 4, 132
- Hieronymus Koppersmidt – siehe Hieronymus Cypraeus
- Hermann Korner 12, 269
- Christian Kortholt 6, 151
- Walter Kraft 13, 272
- Johannes Kretzschmar 9, 186
- Hans Detlef Krey 3, 174
- Martin Krey – siehe Martinus Coronaeus
- Hinrich Krock 6, 152
- Asswerus Kröger 10, 223
- Jürgen Kröger 13, 277
- Richard Kroner 9, 191
- Carl Friedrich Kroymann 5, 147
- Hinrich Kroymann 5, 148
- Jürgen Kroymann 5, 150
- Friedrich Krüger 6, 154; 7, 343
- Hans Andersen Krüger 2, 189
- Hermann Georg Krüger 3, 176
- Iven Kruse 11, 215
- Johann Kruse 9, 196
- Otto Friedrich Kruse 12, 271
- Max Kuckei 2, 191
- Claus Kühl 10, 225
- Gotthardt Kuehl 10, 229
- Gustav Kühl 12, 273
- Georg Kuhlmann 13, 281
- Gottfried Kuhnt 11, 217
- Johannes Kunckel 8, 194
- H(e)inrich Kunhardt 10, 232
- Ernst Kunsemüller 10, 235

## L
- Laage-Familie 1, 76
- Christoph Friedrich Laage 1, 176
- Hans Christian Laage 1, 177
- Wilhelm Friedrich Laage 1, 177
- Ernst Lamp 3, 177
- Egidius von der Lancken 12, 276
- Julius Langbehn 8, 200
- Willi Langbein 4, 133; 11, 398
- Carl Heinrich Lange 7, 118
- Hermann Lange 11, 222
- Johann Lange (1543–1616) 7, 119
- Joel Langelott 13, 291
- Metaphius Theodor August Langenbuch 11, 224
- Karl Larenz 13, 293
- Jan Laß 10, 237
- Hans Lassen 1, 178
- Friedrich Lau 12, 279
- Julius Leber 8, 204
- Heinrich Lehmann 1, 180
- Johannes Lehmann (-Hohenberg) 12, 281
- Otto Lehmann 3, 179
- Rudolf Lehmann 1, 179
- Theodor Lehmann 10, 243
- Wilhelm Lehmann 4, 135; 5, 297
- Karl Leipold 7, 120; 9, 379
- Georg Leisner 2, 192
- Matthias Ludwig Leithoff 9, 199
- Friedrich Lembke 13, 300
- Georg Lempfert 9, 202
- Philipp Lenard 13, 304
- Laurens Leve (Levens) 9, 204
- Magnus von Levetzow von 7, 122
- Johan Christian Lewon 6, 157; 9, 379
- Wolfgang Liepe 9, 207
- Liliencron-Familie 6, 158
- Andreas Pauli von Liliencron 6, 159; 7, 343
- Detlev von Liliencron 1, 182
- Rochus Freiherr von Liliencron 6, 162
- Joseph Christian Lillie 12, 286
- Hermann Linde (1831–1918) 11, 226
- Hermann Linde (1863–1923) 11, 228
- Max Linde 11, 230
- Elly Linden 12, 291
- Linde-Walther 11, 234
- Hermann Lingnau 9, 211
- Hermann Link 10, 246
- Johann Liss 1, 185; 11, 397
- Berthold Litzmann 8, 208
- Carl Conrad Theodor Litzmann 8, 211
- Johannes Loccenius 5, 152
- Georg Löck 9, 214
- Johann Heinrich Löhmann 3, 181
- Hans Zacharias West Löwe 6, 165
- Hartwig Lohmann 4, 139
- Georg Lohr 1, 186
- Friedrich Loos 6, 167
- Lorck-Familie 6, 169
- Andreas Lorck 6, 170
- Josias Lorck 6, 172
- Melchior Lorck 6, 174
- Christian August Lorentzen 4, 140
- Friedrich August Lorentzen 12, 293
- Karl Dietrich Lorentzen 3, 182
- Ernst Lorenzen 3, 185
- Johann Matthias Lorenzen 4, 142
- Lorichs – siehe Lorck
- Uwe Jens Lornsen 1, 188; 12, 427
- Louise Augusta, Herzogin von Schleswig-Holstein-Sonderburg-Augustenburg 8, 213
- Carl Friedrich von Lowtzow 9, 216
- Ludolf I., Bischof von Ratzeburg 13, 311
- Georg Nicolaus Lübbers 7, 125
- Friedrich Wilhelm Lübke 7, 127
- Carl Peter Mathias Lüdemann 1, 191
- Hermann Lüdemann 1, 192
- Günther Lüders 13, 313
- Philipp Ernst Lüders 4, 145; 6, 317
- Emil Lueken 12, 296
- Willibald Freiherr von Lütgendorff-Leinburg 11, 236
- Zacharias Lund 1, 194
- Martin Luserke 2, 193

## M
- Harry Maaß 8, 216
- Alfred Mahlau 11, 241
- Heinrich Mahlke 11, 246
- Michael Maier 13, 316
- Johann Daniel Major 1, 195
- Lothar Malskat 11, 249
- Hermann Mandel 13, 320
- Johann Albrecht von Mandelsloh 3, 186
- Heinrich Mandixen 5, 155
- Mann-Familie 8, 218
- Heinrich Mann 8, 221
- Thomas Mann 8, 224
- Wilhelm Mantels 9, 219
- Jürgen Marcussen 9, 222
- Jürgen Andreas Marcussen 9, 225
- Maria Elisabeth, Herzogin von Schleswig-Holstein-Gottorf 12, 301
- Markward, Bischof von Ratzeburg, 13, 325
- Johann Marquard 6, 180; 10, 405
- Hermann Marsian 2, 196
- William Martensen 8, 229
- Lilli Martius 5, 156
- Eduard Marxsen 13, 326
- Karl Maßmann 1, 198
- Wilhelm Maßmann 7, 129
- Georg Christian Maternus (de Cilano) 1, 200
- Carl Matthiesen 3, 187
- Peter Matthiessen 9, 227
- Friedrich Matz (1843–1874) 11, 253
- Friedrich Matz (1890–1974) 11, 254
- Karl Mauve 3, 188
- Albert Mayer-Reinach 9, 230
- Zacharias Meier 12, 303
- Samuel Meigerius 1, 202; 6, 317
- Hilmar Meincke 8, 231
- Bernhard Mejer 5, 159
- Johannes Mejer 5, 160
- Johannes Mejer (1606–1674) 4, 147
- Abraham Meldola 13, 334
- Jacob von Melle 6, 183 u. 318
- Otto Mensing 11, 257
- Alfred Menzel 12, 306
- Nicolaus Mercator 7, 131
- Hermann Messmann 11, 263
- Marcus Mester 13, 337
- Adolph Meyer (1894–1988) 10, 250
- Albert Meyer (1528–1603) 4, 150
- Georg Conrad Meyer 5, 162
- Gertrud Meyer 12, 309
- Gustav Friedrich Meyer 3, 189
- Hans Jacob Albrecht Meyer 12, 312
- Heinrich Adolph Meyer 13, 343
- Johann Hinrich Meyer 12, 314
- Marx Meyer 8, 232
- Otto Meyerhof 10, 253
- Andreas Ludwig Adolf Meyn 5, 163
- Ludwig Meyn 2, 197
- Adolf Michaelis 7, 134; 8, 410
- Gustav Adolph Michaelis 7, 137; 8, 410
- Hans Friedrich Micheelsen 8, 236
- Carl Julius Milde 7, 140
- Theodor Möbius 6, 184
- Arnold Möller 8, 238
- Lise Lotte Möller 13, 347
- Theodor Möller 13, 352
- Heinrich Mölling 8, 240
- Daniel Matthias Heinrich Mohr 5, 164
- Erna Mohr 3, 191
- Otto Mohr 10, 256
- Peter Mohr 1, 204
- Daniel Gotthilf Moldenhawer 6, 186
- Johann Jacob Paul Moldenhawer 6, 189
- Hermann Molkenbuhr 13, 356
- Levin Claus Moltke 13, 362
- August Mommsen 4, 152
- Theodor Mommsen 4, 154
- Tycho Mommsen 4, 159
- Hans Momsen 2, 199
- Julius Momsen 3, 194
- Christian Ferdinand Monrad 1, 205
- Daniel Georg Morhof 4, 162
- Joachim Morsius 6, 190
- Joseph Eduard Mose 5, 165
- Anna Mosegaard 3, 196
- August Friedrich Moser 9, 233
- Jacob Moser 12, 315
- Johann Georg Moser 9, 236
- Johann Georg Moser 9, 238
- Johann Lorenz Mosheim 10, 258
- Moth-Familie 6, 194
- Johann Moth 6, 195
- Johannes Moth 6, 196
- Paul Moth 6, 198
- Carl Mühlenpfordt 12, 318
- Justus Mühlenpfordt 13, 366
- Erich Mühsam 11, 266
- Eduard Müller 11, 272
- Ferdinand von Müller 11, 274
- Friedrich Müller (1855–1914) 3, 197
- Heinrich Müller (1609–1692) 6, 200
- Heinrich Müller (1631–1675) 9, 240
- Heinrich Müller (Theologe, 1759) 8, 242
- Johann Gottwerth Müller 3, 198
- Max Müller 4, 166
- Johann Gottfried Müthel 1, 205
- Hermann Mulert 10, 264
- Matthias Mulich 12, 321
- Peter Musäus 4, 169
- Simon Heinrich Musäus 4, 171
- Mussaphia-Familie 11, 279
- Isaac Mussaphia 11, 281
- Jacob Mussaphia 11, 283
- Joseph Mussaphia 11, 287
- Ludwig Samuel Dietrich Mutzenbecher 2, 201
- Rudolf Muuß 11, 289

## N
- Lüdde Namens 4, 173
- Johann Adolf Nasser 5, 167
- Mendel Levin Nathanson 9, 244
- Christian Heinrich Nebbien 8, 244
- Johannes Neocorus 5, 169
- Neuber-Familie 6, 202
- August Wilhelm Neuber 6, 204
- Gustav Neuber 6, 205
- Hans Neufeldt 8, 247
- Georg Heinrich Ludwig Nicolovius 5, 172
- Barthold Georg Niebuhr 5, 174
- Carsten Niebuhr 5, 181
- Johann Niebur 12, 324
- Johann Heim Niemand 9, 248
- August Niemann 1, 208; 6, 317
- Theodor Niemeyer 8, 249
- Otto Niemeyer-Holstein 8, 253
- Anton Nissen 3, 199
- Momme Nissen 3, 200
- Sönke Nissen 10, 267; 12, 428
- Friedrich August Berthold Nitzsch 5, 184; 7, 342
- Gregor Wilhelm Nitzsch 5, 186
- Karl Wilhelm Nitzsch 5, 189
- Jacob Nöbbe 10, 270
- Johannes Nöhring 11, 295
- Friedrich Prinz von Noer 8, 109
- Friedrich August Graf von Noer 8, 120
- Ernst Ferdinand Nolte 5, 191
- Bernt Notke 7, 143
- Friedrich Ludwig Norden 3, 203
- Numme Numsen 9, 250
- Jens Nydahl 10, 272

## O
- Ernst Oberfohren 8, 257
- Bernhard Oelreich 9, 252
- Gustav Oelsner 9, 254
- Friedrich Ernst Christian Oertling 4, 175; 11, 398
- Hermann Oeser 11, 298
- Johann Friedrich Oest 6, 207
- Nicolaus Oest 6, 209
- Lena Ohnesorge 10, 276
- Wilhelm Ohnesorge 11, 301
- Hinrich Christian Olde 8, 260
- Henning Oldekop 11, 304
- Bernard Oldenborch 12, 327
- Johann Oldendorp 8, 262
- Johannes Oldsen 11, 307
- Adam Olearius 1, 211; 6, 317; 11, 397
- Olshausen-Familie 7, 145
- Detlev Olshausen 7, 147
- Hermann Olshausen 7, 148
- Justus Olshausen (1800–1882) 7, 150
- Justus von Olshausen (1844–1924) 7, 152
- Otto Olshausen 7, 153
- Robert Olshausen 7, 154
- Theodor Olshausen 7, 156
- Wilhelm Olshausen 7, 161
- Joachim Oporin 3, 206
- Otte-Familie 9, 257
- Christian Otte 9, 259
- Friedrich Wilhelm Otte (1715–1766) 9, 262
- Friedrich Wilhelm Otte der Jüngere (1763–1850) 9, 265
- Johann Nikolaus Otte 9, 269
- Bennata Otten 7, 163
- Johannes Otzen 13, 371
- Jürgen Ovens 4, 177; 5, 297
- Overbeck-Familie 10, 282
- Christian Adolph Overbeck 10, 283
- Friedrich Overbeck 10, 288
- Johann Daniel Overbeck 10, 292

## P
- Adolf Georg Pansch 4, 180
- Heinrich Pape (1609–1663) 8, 267; 11, 399
- Otto Passarge 11, 310
- Hinrich Paternostermaker 6, 211
- Broderus Pauli 6, 214
- Carl Wilhelm Pauli 12, 328
- Lianne Paulina-Mürl 13, 377
- Volquart Pauls 1, 213
- Anna Paulsen 12, 332
- Friedrich Paulsen 1, 215; 2, 251; 11, 397
- Hermann Paulsen 8, 268
- Georg Pauly (1865–1951) 1, 217
- Pechlin-Familie 9, 271
- Carl Fredrik Pechlin 9, 273
- Friedrich Pechlin 9, 279
- Johann Pechlin 8, 270; 9, 380
- Johann Nicolaus Pechlin 7, 164
- Marten Pechlin 8, 272
- Domenico Pelli 1, 218
- Giuseppe Pellicia 6, 217
- Christian Graf von Pentz 8, 273
- Peter III., Zar von Rußland 5, 193
- Peter Friedrich Ludwig, Bischof von Lübeck, Herzog von Oldenburg 8, 279
- Paul Peterich 8, 284
- Peters-Familie 5, 196
- Carl Peters 4, 182
- Christian Peters (1806–1880) 4, 183
- Christian Peters (1813–1890) 5, 196
- Gustav Peters 9, 283
- Hans Peters (1851–1936) 1, 220
- Hans Peters (1885–1978) 11, 312
- Hartwig Peters 5, 198
- Lorenz Conrad Peters 8, 286
- Wilhelm Peters 5, 199
- Adolph Cornelius Petersen 3, 207
- Asmus Petersen 4, 185
- Balthasar Petersen 5, 200
- Carl Petersen (1835–1909) 10, 294
- Johann Wilhelm Petersen 5, 202
- Katharina Petersen 12, 334
- Matthias Petersen 4, 187
- Peter Petersen 13, 383
- Ulrich Petersen 13, 392
- Wilhelm Petersen (1835–1900) 3, 208; 12, 427
- Johannes Petreus 4, 189
- Christoph Heinrich Pfaff 5, 206
- Gustav Pfeiffer 5, 210
- Hans Pfeiffer (1879–1960) 3, 210
- Wilhelm Pfeiffer 5, 212
- Georg Wilhelm Pfingsten 12, 338
- Moritz Pflueg 1, 221
- Philipp, Herzog von Schleswig-Holstein-Sonderburg-Glücksburg 8, 287
- Philipp Ernst, Herzog von Schleswig-Holstein-Sonderburg-Glücksburg 8, 289
- Ferdinand Philipp 13, 395
- Heinrich Philippsen 1, 222
- Hans Pieper 7, 166
- Willy Pieth 9, 286
- Johannes Pistorius (1528–1605) 3, 211
- Peter Plett 6, 219
- Hans Heinrich Plötz 5, 215
- Leo Pochhammer 9, 289
- Ernst Poel 3, 213
- Gustav Poel 3, 214
- Piter Poel 3, 216
- Wulf Pogwisch 7, 168
- Johann David Polchow 7, 169
- Emil Possehl 10, 298
- Andreas Pouchenius 6, 220
- Johannes Prassek 11, 314
- Ludwig Theodor Preußer 1, 223
- Hans Detlev Prien 6, 222
- Ernst Prinz 6, 223

## Q
- Heinrich Quincke 9, 291

## R
- Jens Raben 1, 224
- Edgar Rabsch 5, 216
- Rachel-Familie 6, 227
- Joachim Rachel (1592–1634) 6, 229
- Joachim Rachel (ca. 1600–1664) 6, 230
- Joachim Rachel (1618–1669) 6, 231
- Mauritius Rachel 6, 233
- Moritz Rachel 6, 235
- Samuel Rachel 6, 236
- Hanns Radau 1, 225
- Gustav Radbruch 7, 171
- Carl Ernst Rahtgens 13, 399
- Friedrich Ranke (1842–1918) 9, 294
- Friedrich Ranke (1882–1950) 9, 296
- Hermann Ranke 9, 299; 10, 405
- Balthasar Rantzau 4, 191
- Christian Rantzau 12, 342
- Christoph von Rantzau 3, 219
- Conrad zu Rantzau 8, 291
- Hans Graf zu Rantzau 3, 220
- Johann Rantzau 5, 217
- Melchior Rantzau 7, 177
- Schack Carl Graf zu Rantzau 6, 239; 11, 399
- Daniel Rastedt 11, 317
- Bernhard Rathgen 7, 178; 8, 410
- Friedrich Rathgen 7, 181
- Carl Rathjens 5, 225
- Wolfgang Ratke 13, 403
- Bruno Raute 1, 227
- Johannes Reborch 9, 302
- Karl Rechlin 10, 302
- Philipp von Reck 4, 192
- Hans Reckemann 13, 409
- Franz Rehbein 9, 303
- Theodor Rehbenitz 6, 242
- Jacob H(e)inrich Rehder 11, 318
- Peter Rehder 7, 182
- Johannes Andreas Rehhoff 9, 305
- Johannes Rehmke 8, 294
- Georg Reiche 11, 321
- Nicolaus Theodor Reimer 4, 194
- Carl Reinecke 2, 202; 11, 397
- Rudolf Reinecke 2, 206; 11, 397
- Karl Leonhard Reinhold 5, 227; 7, 343
- Johannes Reinke 1, 227
- Dietrich Reinking 7, 185
- Helmuth Reinwein 5, 231
- Adolf Remane 6, 245
- Gregor Renard 1, 229
- Louis Renard 1, 230
- Franz Rendtorff 2, 207
- Heinrich Rendtorff 2, 208
- Reuter-Familie 9, 309
- Andreas Peter Wilhad Reuter 9, 310
- Christian Reuter 3, 222
- Ernst Reuter 4, 195
- Rudolph Reuter 9, 312
- Waldemar Reuter 9, 314
- Friedrich Graf von Reventlou 7, 190
- Kurt Graf von Reventlou 7, 194
- Reventlow-Familie 7, 196
- Cay Graf von Reventlow 7, 201
- Christian Detlev Graf zu Reventlow 7, 204
- Conrad Graf zu Reventlow 7, 208
- Detlev Reventlow (um 1485–1536) 7, 210
- Detlef Reventlow (1600–1664) 7, 212; 8, 410; 12, 427
- Detlev Graf von Reventlow (1712–1783) 7, 215
- Ernst von Reventlow Ernst Graf von Reventlow (1799–1873) 7, 218
- Ernst Graf zu Reventlow (1869–1943) 7, 221
- Eugen Graf von Reventlow 7, 224
- Fanny (Franziska) Gräfin zu Reventlow 3, 223
- Fritz Graf von Reventlow 7, 225
- Hartwig Reventlow 7, 230
- Heinrich Graf von Reventlow 7, 231; 8, 410
- Iven Reventlow 7, 233
- Julia Gräfin von Reventlow 7, 235
- Ludwig Graf zu Reventlow (1824–1893) 7, 238
- Ludwig Graf zu Reventlow (1864–1906) 7, 241
- Lüder Reventlow 7, 243
- Theodor Graf von Reventlow 7, 244
- Heinrich Graf von Reventlow-Criminil 7, 246
- Joseph Graf von Reventlow-Criminil 7, 250
- Samuel Reyher 6, 246
- Nicolaus Reymers 5, 233
- Jürgen Richolff d. Ä. 10, 303
- Jürgen Richolff d. J. 10, 305
- Johann Adam Richter 7, 252
- Peter Richter (1750–1805) 7, 254
- Johannes Rickers 1, 231
- Heinrich Ringerink 8, 296
- Johann Rist 6, 250
- Johann Georg Rist 3, 225
- Claus Rixen 8, 298
- Dorothea Rodde-Schlözer 10, 308
- Erich Wasa Rodig 12, 347
- Carl Ludwig Roeck 13, 411
- Uwe Röhl 13, 414
- Johann Röling 10, 312
- Ferdinand Röse 9, 316
- Friedrich Rogge 2, 210
- Christian Rohlfs 10, 313
- Joachim Rohweder 3, 228; 4, 248
- Jens Rohwer 13, 418
- Claus Jansen Rollwagen 6, 254
- Johann Claussen Rollwagen 6, 256
- Erich Rominger 8, 300
- Samuel Rosenbohm 5, 236; 9, 379
- Charles Ross 1, 233
- Gustav Ross 4, 198
- Ludwig Ross 1, 235
- Martin Ruarus 9, 319
- Carl Friedrich von Rumohr 3, 230
- Claus Rusch (Nicholas) 3, 235
- Johann Russe 5, 238
- Carl Russwurm 13, 423
- Alfred Rust 10, 319

## S
- Wolfgang Saalfeldt 11, 322
- August Sach 9, 325
- Johann Hinrich Sahn 9, 327
- Caspar von Saldern 9, 329
- Geskel Saloman 10, 320
- Siegfried Saloman 10, 323
- Levin Christian Sander 12, 350
- August Sartori 1, 237
- Christian Saß 9, 334
- Johann Barthold Saß 10, 325
- Ernst Sauermann 10, 330
- Heinrich Sauermann 10, 336
- Fritz Sawade – siehe Werner Heyde
- Peter Sax 4, 199; 11, 398
- Johannes Saxonius 9, 336
- Heinrich Schacht (~1583–1654) 7, 255
- Hans Graf von Schack 7, 257
- Thomas Schattenberg 10, 339
- Fritz Scheel 12, 354
- Petrus Scheele 11, 327
- Christian Stephan Scheffel 7, 261
- Heinrich Scheidemann 7, 262
- Calixtus Schein 10, 340
- Johannes Schele 4, 201
- Günter Christoph Schelhammer 6, 259
- Johannes Scherbeck 11, 329
- Karl Martin Ludwig Schetelig 6, 262 u. 318
- Johann Christian Schiefferdecker 12, 359
- Schimmelmann-Familie 7, 265
- Ernst Graf von Schimmelmann 7, 266; 11, 399
- Heinrich Carl Schimmelmann 7, 272; 11, 399
- Carl Schirren 4, 202
- Bernhard Christian Schleep 3, 237
- Schleswig-Holstein-Gottorf, Herzöge von 12, 362
- Schleswig-Holstein-Sonderburg, Herzöge von 8, 302
- Schleswig-Holstein-Sonderburg-Augustenburg, Herzöge von 8, 308
- Schleswig-Holstein-Sonderburg-Beck, Herzöge von 8, 314
- Schleswig-Holstein-Sonderburg-Glücksburg (Ältere Linie), Herzöge von 8, 315
- Schleswig-Holstein-Sonderburg-Glücksburg (jüngere Linie), Herzöge von 8, 316
- Schleswig-Holstein-Sonderburg-Norburg, Herzöge von 8, 318
- Schleswig-Holstein-Sonderburg-Plön, Herzöge von 8, 320
- Marcus Schlichting 12, 370
- Theodorus Schlichting 9, 338
- Bernhard Schlippe 12, 376
- Schlözer-Familie 10, 343
- Dorothea Schlözer 10, 308
- Karl von Schlözer 10, 344
- Kurd von Schlözer 10, 348
- Nestor von Schlözer 10, 352
- Hans Schlothfeldt 8, 322
- Nathanael Schlott 9, 340
- Woldemar Graf von Schmettau 3, 238
- Woldemar Friedrich Graf von Schmettow 3, 240
- Friedrich Christian Schmidt 1, 238
- Georg Philipp Schmidt (gen. von Lübeck) 7, 279
- Julius Schmidt 4, 204
- Justus Schmidt 1, 240
- Otto Ernst Schmidt – siehe Otto Ernst
- Robert Schmidt-Hamburg 3, 241
- Johannes Schmidt-Wodder 3, 243
- Bernhard Schnackenburg 12, 380
- Gerhard Schneider 13, 425
- Curth Schönberg 11, 332
- Gottlob Friedrich Ernst Schönborn 1, 240
- Stephan von Schönefeld 10, 354
- Amalia Schoppe 10, 356; 11, 399
- Cornelia Schorer 11, 336
- Marie Schorer – siehe Maria Slavona
- Johann Gottlieb Friedrich Schrader 6, 263
- Ludwig Albrecht Gottfried Schrader 6, 265
- Franz Schriewer 8, 323
- Carsten Schröder 5, 239
- Friedrich Schröder (1872–1943) 2, 212
- Hermann Schröder 13, 428
- Johannes von Schröder 1, 242
- Julius Schubring 13, 431
- Lothar Engelbert Schücking 7, 281
- Walther Schücking 7, 283; 8, 410; 12, 427
- Werner von der Schulenburg 4, 206; 8, 409
- Hieronymus Schultze 10, 360
- Johann Abraham Peter Schulz 4, 208
- Harro Schulze-Boysen 11, 338
- Georg Friedrich Schumacher 9, 342
- Heinrich Christian Schumacher 3, 249
- Heinrich Christian Friedrich Schumacher 2, 213
- Colmar Schumann 8, 327
- Heinrich Schunck 13, 435
- Wilhelm Schur 7, 287
- Adelheit Sibylla Schwartz 11, 342
- Johann Heinrich Schwartz 11, 345
- Theodor Schwartz 6, 267
- Rüdiger Schwarz 7, 289
- Sebald Schwarz 7, 291
- Georg Heinrich Schwarzkopf 11, 347
- Schweffel-Familie 1, 244
- Johann Schweffel I. 1, 244
- Johann Hinrich Schweffel II. (1751–1808) 1, 244
- Johann Schweffel III. (1796–1865) 1, 244
- Johann Schweffel IV. (1825–1910) 1, 245
- Jacob Schwieger 4, 210
- Heinrich von See 2, 215
- Johann Henrich von Seelen 6, 269
- Friedrich Seestern-Pauly 1, 246
- Burchard Adam Sellius 5, 240
- Carl Semper 2, 215
- Georg Semper 2, 218
- Otto Semper 2, 220
- Paulus Severini 5, 243
- Hartich Sierk 6, 271
- Henrich Jacob Sivers 7, 295
- Laurids Skau 2, 221
- Peder Skau 2, 222
- Horst Skodlerrak 12 382
- Johann Skondelev 1, 248
- Maria Slavona 7, 298
- Carl Slevogt 10, 364
- Gerhard Slewert 5, 244
- Gysbert van der Smissen (Unternehmer, 1620) 12, 389
- Gysbert van der Smissen (Unternehmer, 1717) 12, 390
- Hinrich van der Smissen 12, 394
- Johann Snell 10, 367
- Johann Adam Soherr 7, 300
- Michael Christian Sommer 2, 223
- Ernst Georg Sonnin 1, 249
- Enwaldus Sovenbroder 1, 253
- Minna Specht 13, 436
- Wilhelm Spiegel 10, 369
- Andreas Ernst Baron von Stambke 3, 252; 8, 409
- Gottlieb Georg Heinrich Freiherr von Stambke 3, 253
- Caspar Heinrich Starck 13, 441
- Lucas Andreas Staudinger 4, 212
- Bruno Steffen 12, 399
- Karl Steffensen 3, 254
- Lorenz von Stein 1, 254
- Gustav Steinbömer – siehe Gustav Hillard
- Magnus Steindorff 1, 255; 6, 317
- Salomon Ludwig Steinheim 2, 224
- Jacob Steinmann 11, 348
- Karl Stellbrink 11, 350
- Johann Stephan 6, 272
- Stöcken-Familie 5, 245; 7, 343
- Heinrich von Stöcken (1631–1681) 5, 250 u. 297
- Christian von Stökken 5, 246
- Gerhard von Stökken 5, 249
- Heinrich von Stökken (1657–1690) 5, 252
- Curt Stoermer 8, 328
- Christian Graf zu Stolberg Stolberg 1, 257
- Friedrich Leopold Graf zu Stolberg Stolberg 1, 259
- Katharina Gräfin zu Stolberg 1, 264
- Luise Gräfin zu Stolberg 1, 264
- Christian Stolle 11, 353
- Ernst Stolley 2, 226
- Theodor Stoltenberg 9, 344
- Theodor Storm 1, 265
- Ludwig Philipp Strack 5, 253
- Otto Lorentzen Strandiger 7, 303
- Johannes Stricker 5, 255
- Martin Stricker 7, 305
- Adolph Heinrich Strodtmann (1753–1839) 3, 259
- Adolph Heinrich Strodtmann (1829–1879) 3, 260
- Johann Sigismund Strodtmann 3, 262
- Ernst Heinrich Georg Strohmeyer 2, 228
- Louis Stromeyer 6, 274
- Samuel Struck 5, 256
- Adam Struensee 5, 257
- Johann Friedrich Struensee 5, 259
- Struve-Familie 3, 263
- Jacob Struve 3, 265
- Ludwig Struve 3, 266
- Theodor Struve 3, 267
- Wilhelm Struve 3, 268
- Helferich Peter Sturz 2, 229
- Carl Ferdinand Suadicani 11, 355
- Johannes Albrecht Suckau 12, 403
- Johann Friedrich Hermann Süersen 6, 276
- Ludwig Suhl 7, 307
- Laurentius Surius 12, 406
- Nicolai Thomsen Svendsen 2, 231
- Markus Swyn 5, 264; 7, 343
- Peter Swyn 5, 266
- Ernst Szymanowski 13, 445

## T
- Hermann Tast 10, 373
- Tesdorpf-Familie 8, 332
- Johann Matthäus Tesdorpf 8, 334
- Peter Hinrich Tesdorpf (1648–1723) 8, 337
- Peter Hinrich Tesdorf (1712–1778) 8, 338
- Peter Hinrich Tesdorph (1751–1832) 8, 339
- Günther Tessmann 8, 341
- Johann Nicolaus Tetens 4, 213
- Nicolaus Teting 4, 216
- Carl Christian Thegen 4, 218
- Nicolaus Theophilus 5, 268
- Anton Friedrich Justus Thibaut 5, 269
- August Thienemann 10, 376
- Heinrich Thöl 12, 409
- Kurt Thomas 8, 343
- Gustav Thomsen 7, 309
- Johann Hinrich Thomsen 6, 278
- Julius Thomsen 8, 345
- Johann Heinrich von Thünen 4, 220
- Heinrich Tiedemann 13, 447
- Johannes Tiedemann 4, 222
- Peter Tischbein 4, 223
- Wilhelm Tischbein 4, 225; 5, 297
- Georg Tischler 1, 269
- Gewert Titken 5, 273
- Hermann Tobiesen 11, 357
- Ferdinand Tönnies 6, 279; 8, 410
- Hans Tonnesen 9, 346
- Johannes Tonnesen 9, 350; 11, 399
- Wilhelm Toosbüy 11, 359
- Ernst Christian Trapp 1, 271
- Paul Trede 8, 347
- Friedrich Adolf Trendelenburg 6, 285; 7, 343
- Adolf von Tschirschnitz 2, 231
- Karl Türk (Rechtshistoriker) 8, 349
- Franz Tunder 13, 454
- Lorenz Tuxen 1, 273
- August Twesten 8, 353
- Karl Twesten 8, 356; 9, 380

## U
- Friedrich Ukert 5, 274
- Johann August Unzer 6, 287
- Johann Christoph Unzer 6, 289
- Johanne Charlotte Unzer 6, 291
- Rafael von Uslar 1, 274

## V
- Friedrich Valentiner 9, 354
- Wilhelm Valentiner 9, 356
- Hildebrand Veckinchusen 9, 358
- Johann Bernhard Vermehren 13, 459
- Peter Vietz – siehe Petrus Vincentius
- Charles de Villers 10, 379
- Petrus Vincentius 11, 362
- Carl Völckers 2, 232
- Friedrich Carl Völckers 2, 234
- Eduard Völkel 3, 271
- Caspar von Voght 2, 236
- Oskar Vogt 2, 238
- Helene Voigt-Diederichs 2, 242
- Ernst Vollbehr 13, 462
- Friedrich Voß 3, 272
- Wilhelm Voß 12, 412
- Hans Peter Vothmann 13, 469
- Johann Georg Vothmann 13, 472

## W
- Karl Wachholtz 3, 274
- Ulf Wachholtz 3, 277
- Emil Wacker 2, 244
- Kurt Wagener 7, 311
- Georg Wagner (1844–1921) 1, 275
- Johann Julius Walbaum 7, 313
- Wilhelm Huldreich Waldschmidt 6, 293
- Anton Wallroth 11, 366
- Hellmuth Walter 11, 372
- Moritz Warburg 9, 364
- Pius Warburg 9, 365
- Wulff Salomon Warburg 9, 367
- Georg Warnecke 4, 229
- Wasmer-Familie 6, 295
- Conrad von Wasmer 6, 297
- Jacob Johann von Wasmer 6, 298
- Joachim Wasserschlebe 13, 475
- Paul Wassily 1, 277
- Andreas Weber 7, 316
- A.(ndreas) Paul Weber 11, 376
- Carl Maria von Weber 8, 362
- Ferdinand Weber 7, 317
- Franz Anton (von) Weber 8, 368
- Friedrich Weber (1781–1823) 7, 318
- Georg Heinrich Weber 7, 320
- Magnus von Wedderkop 8, 372
- Carl Friedrich Wehrmann 8, 376
- Eberhard Weidensee 5, 276
- Ferdinand Weinhandl 10, 383
- Erich Weinnoldt 2, 245
- Erna Weißenborn 4, 231
- Carl Wendt (1731–1815) 10, 386
- Johann Wenth 6, 299
- Richard Werth 9, 368
- Arnold Westfal 4, 233
- Ernst Joachim von Westphalen 4, 235
- Hermann Wetken 8, 380
- Walter Wetzel 6, 301
- Hermann Weyl 4, 238
- Johannes Weyl 13, 479
- Richard Weyl 13, 484
- Richard Weyl 13, 487
- Christoph Ernst Friedrich Weyse 5, 277
- Friedrich Bernhard von Wickede 7, 324
- Christian Rudolf Wilhelm Wiedemann 8, 382
- Ludolf Wienbarg 2, 246
- Claus Wiese 11, 380
- Hartwig Friedrich Wiese 3, 280
- Wilhelm Eduard Wiggers 3, 281
- Karl Wildhagen 11, 382
- Wilhelm, Herzog von Schleswig-Holstein-Sonderburg-Beck 8, 385
- Berta Wirthel 13, 491
- Wilhelm Wisser 1, 279
- Arthur Nikolaus Witt 1, 281
- Friedrich Witt (1863–1914) 1, 282
- Johann Wittemak 10, 388
- Johann Wittenborg 6, 303
- Johann Friedrich Ludwig Wöhlert 5, 283
- Nikolaus Wöhlk (Niko) 1, 283
- Peter von Wöldicke 3, 283
- Franz Wörger 7, 326
- Eugen Wohlhaupter 3, 284
- Paul Woldstedt 5, 285
- Georg Christian von Wolff 7, 328
- Zacharias Wolff 7, 330
- Ernst Wolperding 10, 390
- Christoph Woltereck 6, 305
- Johann von Wowern 4, 241
- Felix Woyrsch 3, 286
- Ewald Wüst 7, 333
- Nikolaus Wulf 2, 248
- Jürgen Wullenwever 13, 495
- Jakob Wychgram 8, 389

## Z
- Ferdinand Zacchi 4, 244
- Otto Zacharias 10, 392
- Zeise-Familie 8, 392
- Heinrich Zeise 8, 393
- Heinrich Zeise 8, 395
- Heinrich Zeise 8, 397; 9, 380
- Theodor Zeise 8, 399
- Johannes Zeissler 3, 288
- Johann Christian von Zerssen 3, 289
- Hans Hinrich Zielche 11, 386
- Heinrich Christian Zietz 12, 416
- Bendix Friedrich Zinck 5, 287
- Bendix Friedrich Zinck 5, 288
- Hardenack Otto Conrad Zinck 5, 289
- Johannes Hermann Gottfried Zur Mühlen 1, 2